# Lasikin
Lasikin is een bestuurslaag in het regentschap Simeulue van de provincie Atjeh, Indonesië. Lasikin telt 899 inwoners (volkstelling 2010).